# (38722) 2000 QU128
2000 QU128 (asteroide 38722) é um asteroide da cintura principal. Possui uma excentricidade de 0.23589810 e uma inclinação de 6.52994º.
Este asteroide foi descoberto no dia 25 de agosto de 2000 por LINEAR em Socorro.